# Capnia quadrituberosa
Capnia quadrituberosa is een steenvlieg uit de familie Capniidae. De wetenschappelijke naam van de soort is voor het eerst geldig gepubliceerd in 1958 door Hitchcock.